# Sint-Jozefklooster (Neer)
Het Sint-Jozefklooster is een voormalig klooster te Neer in de Nederlandse provincie Limburg. Het klooster was gelegen aan Kloosterpad 1-12.

## Geschiedenis
Het klooster werd gesticht door de Zusters van de Goddelijke Voorzienigheid, welke in 1877 naar Neer kwamen en een pand aan de Engelmanstraat bewoonden. Zij verzorgden kleuteronderwijs en handwerkonderwijs. In 1910 werd in plannen voorzien voor een R.K. bizondere school met zusterswoning. In 1911 kwamen school en klooster gereed. Bij de graafwerkzaamheden werd nog een Mariabeeldje aangetroffen, wat als een teken van hogerhand werd beschouwd. Nog eigenaardiger was wellicht dat het beeldje daarna weer op wonderbaarlijke wijze is verdwenen.
Het nieuwe klooster werd ontworpen door Caspar Franssen en op 29 september 1911 werd het betrokken door de zusters. Tot 1920 was het eigendom van de parochie, daarna van de congregatie.
Vanaf november 1944 tot februari 1945 waren de zusters geëvacueerd en, aangezien de parochiële gebouwen in geëvacueerd gebied lagen, werd het klooster door de parochie gebruikt. Enkele granaatinslagen beschadigden het klooster, maar de schade werd spoedig hersteld.
De zusters namen op 24 oktober 1982 afscheid van Neer. Het klooster werd gekocht door de gemeente, en dit werd uiteindelijk, tezamen met enkele klaslokalen, verbouwd tot appartementen. De rest van het schoolgebouw werd gesloopt.

## Gebouw
Het bakstenen gebouw toont de toen voor dit soort kloosters gebruikelijke, symmetrische stijl. De topgevel boven de toegangsdeur wordt gesierd met een Sint-Jozefbeeld.